# Geokichla interpres
El zorzal coronicastaño (Geokichla interpres) es una especie de ave paseriforme de la familia Turdidae autóctona del sudeste asiático. Tradicionalmente se incluía en esta especie al zorzal de Enggano, pero ahora se consideran dos especies separadas, por lo cual el zorzal coronicastaño quedó como una especie monotípica, no se reconoces subespecies diferenciadas.

## Descripción
El zorzal coronicastaño tiene la espalda negruzca, el pecho es negro y el vientre blanco con motas negras en la parte superior. Como indica su nombre común, presenta una amplia mancha de color castaño rojizo en la parte superior de la cabeza que se extiende hasta el cuello y parte superior del manto. Su rostro es negro con manchas blancas en el lorum y tras el ojo. En sus flancos presenta también tonos castaños. 
Es parecido al zorzal de Doherty, pero este último tiene la mancha castaña en la espalda, no en la cabeza y es obstensiblemente de mayor tamaño. El zorzal de Enggano es más similar, pero tiene la espalda de color pardo oliváceo y presenta manchas blancas más pequeñas en el rostro o carece de ellas.

## Distribución y hábitat
El zorzal coronicastaño se encuentra en las selvas tropicales del sur de la península malaya, las islas mayores de la Sonda (Borneo, Sumatra y Java), la mayoría de las islas menores de la Sonda y el archipiélago de Joló.
Hasta 2008 se clasificaba como especie bajo preocupación menor en las lista roja de la UICN. pero investigaciones más recientes mostraron que era más escaso de lo que se creía. Por ello se clasifica desde 2008 como especie casi amenazada. Está amenazado por la pérdida de hábitat.